# Moulin de Saint-Michel-l'Observatoire
 (juillet 2025).
Si vous disposez d'ouvrages ou d'articles de référence ou si vous connaissez des sites web de qualité traitant du thème abordé ici, merci de compléter l'article en donnant les références utiles à sa vérifiabilité et en les liant à la section « Notes et références ».
Le Moulin de Saint-Michel-l'Observatoire est un moulin à vent situé sur la commune de Saint-Michel-l'Observatoire en France.

## Histoire
En 1837, Ferréol Pourpre, cultivateur à Saint-Michel vend le terrain du lieu dit  « Les Trois Croix » à un meunier de Vachères pour y construire un moulin et son chemin d’accès[réf. nécessaire].
Sur le cadastre de 1813, l’emplacement exact du moulin est déjà indiqué. Il se peut donc qu’un autre moulin, en ruine à cette date, ait déjà existé auparavant. Pourtant, aucune trace n’est perceptible sur les cadastres antérieurs.
En 1838, le moulin est construit par le meunier Jean Marc, habitant du village. Il est possible que le moulin n’ait fonctionné que quelques années car le constructeur exploite déjà un moulin à eau, sur le « Viou » à Forcalquier, en 1841[réf. nécessaire].
Il semble que le moulin ait été détruit en 1855, sans que l’on sache pourquoi. C’est vers cette époque que fut construite la ruine voisine, appelée quelquefois « La maison du meunier »  ; sa petite taille suggère que n’était sans doute qu'un entrepôt. Les causes de sa disparition restent inconnues.
En 2007, le conseil d’administration de l'Association « Les Amis de Saint-Michel », a lancé un projet de restauration, à l’identique, de l’unique moulin à vent situé sur la commune. Grâce à l’appui de la  municipalité, des instances administratives départementales et régionales, de la fondation du patrimoine, de plusieurs entreprises, de l’association et d’une souscription publique, ce projet a été conduit à son terme et le moulin inauguré le 20 juin 2010.
Il est l'un des deux moulins à vent à encore fonctionnels dans les Alpes-de-Haute-Provence.